# Florjan (Šoštanj, Slovenija)
Florjan je naselje u slovenskoj Općini Šoštanju. Florjan se nalazi u pokrajini Štajerskoj i statističkoj regiji Savinjskoj. 

## Stanovništvo
Prema popisu stanovništva iz 2002. godine naselje je imalo 759 stanovnika.